# Логвиненко, Иван Михайлович
Иван Михайлович Логвиненко (25 июня 1922, с. Ольшаница Рокитянского района Киевской области) — украинский и советский писатель. Кандидат юридических наук, полковник милиции. Почётный работник МВД Украины.
Член Союза писателей Украины.

## Биография
После окончания средней школы в 1939 году, поступил в Ленинградское высшее военно-морское инженерное училище имени Ф. Э. Дзержинского.
Участник Великой Отечественной войны. На фронте — с июня 1941 года. Встретил войну офицером-артиллеристом эскадренного миноносца «Гневный» Краснознамённого Балтийского флота. На боевых кораблях и в составе морской пехоты принимал участие в 1941 году обороне Таллина и полуострова Ханко (Гангут). Участвовал в битве за Ленинград. В одном из боёв получил ранение. После выздоровления лейтенант Логвиненко был назначен командиром батареи 134-го артиллерийского полка РГК (Ленинградский фронт). Участник прорыва и снятия блокады Ленинграда. В 1944 году при форсировании реки Великой (под Псковом) получил тяжелое пулевое ранение в грудь.
После выписки из госпиталя направлен на работу в правоохранительные органы. Служил начальником отдела Главного управления уголовного розыска и начальником кафедры криминалистики Академии МВД Украинской ССР. Полковник милиции.
Член Союза писателей Украины. Автор 68 научных работ и художественных произведений, в том числе, сборники повестей и рассказов, в основном, детективного содержания, о Великой Отечественной и гражданской войнах:
- «Второй экзамен»,
- «Без страха и упрека»,
- «Диалог ценой жизни»,
- «Завтра на рассвете»,
- «Багровые зори»,
- «На чужом берегу»,
- «Искупление».

Писал также научно-популярные книги и статьи на тему криминалистики.
За повести «Багряные зори», «Завтра на рассвете» и рассказ «За сокровищами» удостоен медали имени А. С. Макаренко.

## Награды
- орден Красной Звезды (дважды),
- орден Отечественной войны I степени,
- медаль «За отвагу»,
- медаль  «За боевые заслуги»,
- медаль «За оборону Ленинграда»,
- медаль «За победу над Германией»,
- орден Богдана Хмельницкого III степени (Украина),
- медаль «Защитнику Отчизны»,
- многие другие награды,
- Заслуженный работник МВД Украины.